# Slongs Dievanongs
Slongs Dievanongs, ou Slongs, de son vrai nom Charissa Parassiadis, né le 24 juillet 1978, est une rappeuse belge anversoise de langue néerlandaise.